# Новик Катерина Йосипівна
Катерина Йосипівна Новик (14 грудня 1898, Катеринослав (Дніпро) — 1 листопада 1984) — українська геологиня, палеоботанікиня, членкиня-кореспондентка АН УРСР (1951), заслужена діячка науки УРСР (1978).

## Життєпис
Народилась в сім'ї металурга. В 1916 році закінчила Катеринославську другу міськіу жіночу гімназію. З 1918 по 1923 роки навчалась на природничому факультеті Катеринославського вищого інституту народної освіти. Отримавши диплом про вищу освіту, почала викладати хімію та природознавство в трудовій школі № 2 Дніпропетровська з 1923 по 1928 роки. Одночасно навчалась в аспірантурі Дніпропетровського гірничого інституту.
По закінченню навчання продовжила працювати на посаді наукової співробітниці того ж інституту з 1928 по 1930 роки. Працювала науковою співробітницею Українського геологічного тресту Геолого-гідрогеологічного управління Наркомважпрому СРСР з 1930 по 1932 роки. В той же час Новик обіймала посаду наукової співробітниці Геологічного музею АН УСРР з 1930 по 1934 роки. З 1932 до 1934 року була старшою науковою співробітницею Українського науково-дослідного геологорозвідувального інституту.
З 1934 року наукова та науково-організаційна діяльність вченої пов'язана з Інститутом геологічних наук АН УРСР, завідувач Кабінету Донбасу з 1934 по 1938, заступниця завідувача сектору p з 1938 по 1941 роки, завідувачка відділу палеозою з 1945 по 1950 та з 1965 по 1970, завідувачка лабораторії палеоботаніки з 1951 по 1965, старша наукова співробітниця-консультантка ІГН АН УРСР з 1972 року.

Могила Катерини Новик, Байкове кладовище

Історія геологічних наук завдячує К. Й. Новик та її статтям про відомих геологів. Таких як М. Д. Залєський, Б. І. Чернишов, А. М. Криштофович, Л. І. Лутугін. Новик продовжила справу А. М. Криштофовича, уродженця міста Павлоград Катеринославської губернії, який був визначним палеоботаніком.
Катерина Новик підтримувала наукові контакти з багатьма відомими вченими. Серед її дописувачів — відомі геологи М. Нейбург, О. Ейнор. Серед вихованців палеоботанічної школи К. Й. Новик три доктори та десять кандидатів наук.
З 1956 року до кінця життя жила в Києві, в будинку № 10 по вулиці Прорізній. Померла на 86-му році життя 1 листопада 1984 року. Похована на Байковому кладовищі разом із сестрою (ділянка № 17, 50°25′6.50″ пн. ш. 30°30′27.90″ сх. д. / 50.4184722° пн. ш. 30.5077500° сх. д.).

## Наукові дослідження
Новик є авторкою 185 наукових праць, які присвячені флорі Східної Європи, стратиграфії кам'яновугільних покладів України, історії геологічних досліджень території України.
До наукових звітів Новик належить фотоальбом «Каменноугольная флора Донецкого бассейна. Ч. ІІ. Птеридоспермы», «Атлас руководящих форм ископаемых растений каменноугольных отложений Донецкого бассейна (членистостебельные)», «Донбасс. Географический очерк» та інші.
Катерина Новик з 1935 року була членкинею Всесоюзного палеонтологічного товариства.

## Нагороди
Наукові здобутки К. Й. Новик відзначені державними нагородами СРСР:
- орденами «Знак Пошани» (1944, 1976)
- орден Леніна (1954).

У 1978 році присвоєно звання Заслуженої діячки науки УРСР.

## Друковані видання
- Новик К. Й. «История геологических исследований Донецкого каменноугольного бассейна (1700—1917)» / К. Й. Новик, В. В. Пермяков, Е. Е. Коваленко.– К.: Вид-во АН УРСР, 1960.– 532 с.
- Новик К. Й. «Каменноугольная флора Европейской части СССР.» Т. 1. / К. Й. Новик.– М.: Вид-во АН СРСР, 1952.– 468 с.
- Новик К. Й. «Закономерности развития каменноугольной флоры Юга европейской части СССР» / К. Й. Новик.– К.: Наукова думка.– 140 с.
- Новик К. Й. «Флора и фитостратиграфия верхнего карбона Северного Кавказа» / К. Й. Новик.– К.: Наукова Думка, 1978.– 164 с.